# Liste der Kulturdenkmale in Rümpel
In der Liste der Kulturdenkmale in Rümpel sind alle Kulturdenkmale der schleswig-holsteinischen Gemeinde Rümpel (Kreis Stormarn) und ihrer Ortsteile aufgelistet (Stand: 14. April 2025).

## Legende
In den Spalten befinden sich folgende Informationen:
- Objekt-ID: die Nummer des Kulturdenkmales
- Lage: die Adresse des Kulturdenkmales und die geographischen Koordinaten. Kartenansicht, um Koordinaten zu setzen. In der Kartenansicht sind Kulturdenkmale ohne Koordinaten mit einem roten Marker dargestellt und können in der Karte gesetzt werden. Kulturdenkmale ohne Bild sind mit einem blauen Marker gekennzeichnet, Kulturdenkmale mit Bild mit einem grünen Marker.
- Offizielle Bezeichnung: Bezeichnung des Kulturdenkmales
- Beschreibung: die Beschreibung des Kulturdenkmales
- Bild: ein Bild des Kulturdenkmales

## Bauliche Anlagen
| Objekt-ID      | Lage                                             | Offizielle Bezeichnung        | Beschreibung | Bild            |
| -------------- | ------------------------------------------------ | ----------------------------- | --- | --------------- |
| 37066 Wikidata | An de Sylsbek 2 (53° 45′ 50″ N, 10° 21′ 18″ O)   | Wohn- und Wirtschaftsgebäude  | Wohn- und Wirtschaftsgebäude J. Schacht; 1862; eingeschossiger Backsteinbau, traufständig mit Satteldach, Putzgliederung in den Giebeln, straßenseitiges Zwerchhaus u. Scheune vermutlich um 1900 - Begründung: geschichtlich, Kulturlandschaft prägend - Schutzumfang: gesamtes Objekt - Denkmaltyp: Bauliche Anlage                        | BW              |
| 9127 Wikidata  | Klinken 25 (53° 46′ 45″ N, 10° 19′ 19″ O)        | Gut Höltenklinken: Herrenhaus | Jugendstilbauwerk von 1907, errichtet anstelle des alten Vorgängerbaus. Alteintragung (Aktualisierung vorgesehen) - Begründung: Alteintragung (Aktualisierung vorgesehen) - Schutzumfang: Alteintragung (Aktualisierung vorgesehen) - Denkmaltyp: Bauliche Anlage                                                                            | Fotos hochladen |
| 27669 Wikidata | Oldesloer Straße 1 (53° 46′ 1″ N, 10° 21′ 10″ O) | Hof Rohlfshagen: Gutshaus     | Ehemaliges Gutshaus; 1907, Architekt Johannsen; zweigeschossiger Putzbau mit Mandsardwalmdach, Mittelrisalit mit Altan und stuckverziertem Dreiecksgiebel, vorgelagerte Freitreppe mit zwei Löwenplastiken - Begründung: geschichtlich, künstlerisch, Kulturlandschaft prägend - Schutzumfang: gesamtes Objekt - Denkmaltyp: Bauliche Anlage | BW              |

## Gründenkmal
| Objekt-ID | Lage                                       | Offizielle Bezeichnung | Beschreibung | Bild |
| --------- | ------------------------------------------ | ---------------------- | --- | ---- |
| 45586     | Lindenstraße (53° 47′ 1″ N, 10° 20′ 59″ O) | Friedenseiche          | Friedenseiche mit Gedenkstein; 1871; und Anlage für die Gefallenen beider Weltkriege mit Einfriedung - Schutzumfang: Friedenseiche, Gedenkstein, Ehrenmal für die Gefallenen beider Weltkriege, Grünfläche mit Baumbestand - Begründung: Geschichtlich, Städtebaulich | BW   |